# Formica nitida
Formica nitida är en myrart som beskrevs av Razoumowsky 1789. Formica nitida ingår i släktet Formica och familjen myror. Inga underarter finns listade i Catalogue of Life.